# مروتی آناپات
مروتی آناپات (ارمنی: Մռուտի անապատ؛ ) یک صومعه متعلق به کلیسای حواری ارمنی واقع در شهر موروت، شهرستان گوی‌گول جمهوری آذربایجان می‌باشد. ساخت و ساز این ساختمان در سده‌های ۱۰–۱۱ام میلادی؛ به پایان رسید. این بنا به سبک معماری ارمنی طراحی شده است.